# Magnesiumchloride
Magnesiumchloride (MgCl2) is het magnesiumzout van waterstofchloride. Het vormt meerdere hydraten en komt als dubbelzout voor in het mineraal carnalliet (KMgCl3 · 6 H2O). Het is, op natriumchloride na, de meest voorkomende zoutcomponent in zeewater.

## Synthese
Magnesiumchloride wordt gewonnen door het indampen van de overgebleven vloeistof, die ontstaan is bij de productie van kaliumchloride uit carnalliet. Daarbij wordt eerst magnesiumchloride-hexahydraat ofwel bischofiet (MgCl2 · 6H2O) gevormd. Bij verder indampen (verhitting) ontstaat een waterarmer product. Watervrij magnesiumchloride wordt verkregen door omzetting van magnesiumoxide met behulp van cokes en dichloor:
{\displaystyle {\ce {MgO + Cl2 + C -> MgCl2 + CO}}}
In het laboratorium kan magnesiumchloride bereid worden uit magnesiumhydroxide en waterstofchloride:
{\displaystyle {\ce {Mg(OH)2 + 2HCl -> MgCl2 + 2H2O}}}
Een alternatieve manier is het toevoegen van magnesium aan zoutzuur:
{\displaystyle {\ce {Mg + 2HCl -> MgCl2 + H2}}}
Bischofiet wordt ook in haar natuurlijke vorm gewonnen uit oeroude zoutlagen. Het komt onder andere voor in de Zechsteinzee, die 250 miljoen jaar geleden is ingedampt en daarbij winbare lagen bischofiet heeft afgezet in het noordoosten van Nederland. Nedmag Industries & Mining BV wint deze zouten voor zowel industriële als ook humane en veterinaire toepassingen.

## Structuur en eigenschappen
Magnesiumchloride is sterk hygroscopisch. De neiging tot hydrolyse is minder dan die van aluminiumchloride (AlCl3). Watervrij magnesiumchloride kristalliseert in een CdCl2-roostertype en neemt bijgevolg een hexagonale kristalstructuur aan.

## Toepassingen
Magnesiumchloride wordt gebruikt voor de winning van magnesium met behulp van smeltzout-elektrolyse:
{\displaystyle {\ce {MgCl2 -> Mg + Cl2}}}
In organische syntheses wordt magenesiumchloride gebruikt als katalysator. Het is ook een uitgangsstof voor het bereiden van Grignard-reagentia.
Het wordt samen met magnesiumoxide in vloercementen gebruikt, als strooizout en toegevoegd aan levensmiddelen. Het draagt het E-nummer 511. Het is een kunstmatige smaakversterker en is in de ecologische landbouw toegelaten.
Sommige mensen nemen extra magnesium tot zich voor een betere nachtrust of ter voorkoming van spierkrampen.
In Japan wordt magnesiumchloride gebruikt voor de bereiding van tofu uit sojamelk. Het wordt geëxtraheerd uit zeewater. 
Ten slotte wordt magnesiumchloride gebruikt voor het verhogen van het zoutgehalte in rifaquaria.
Magnesiumchloride is ook een belangrijk bestanddeel van het zout in de Dode Zee.